# Barbara Tóthová
Barbara Tóthová, nepřechýleně Barbara Tóth (* 8. října 1974 Vídeň) je rakouská novinářka a spisovatelka.

## Životopis
Má českou matku a maďarského otce. Během studia dějin ve Vídni pracovala jako externí autorka pro časopis Profil. Po diplomu přešla jako redaktorka k týdeníku Format. Od února 2003 je redaktorkou deníku Der Standard, kde má i svou kolumnu Kolportiert. Píše také pro FAZ a Respekt.
Na jaře 2003 jí bylo uděleno Stipendium Mileny Jesenské  Institutu humanitních věd (Institut für die Wissenschaften vom Menschen, IWM) Vídeňské univerzity.